# UK Open Qualifiers
Die UK Open Qualifiers waren eine Reihe von Qualifikationsturnieren im Dartsport. Sie bestanden aus sechs Qualifikationsrunden im Vorfeld der UK Open. Die dortigen Ergebnisse wurden in einer eigenen Rangliste, der UK Open Order of Merit, festgehalten. Die Top 96 dieser Rangliste waren automatisch für die UK Open desselben Jahres qualifiziert. Dieses Verfahren wurde bis 2018 angewendet. Seit 2019 erfolgt die Qualifikation größtenteils aus anderen Ranglisten der PDC, vor allem der PDC Order of Merit, wodurch die Topspieler automatisch qualifiziert sind.
Ein Teil der Startplätze wird auch nach den Veränderungen 2019 weiterhin über andere Qualifikationsturniere vergeben, deren Name sich mit der Zeit änderte. 2021 waren sie wegen der COVID-19-Pandemie ausgesetzt und ihre Startplätze stattdessen über die Q-School Order of Merit vergeben. 2022 wurden sie als Rileys Amateur Qualifiers bezeichnet und lieferten 16 der 160 Teilnehmer. 

## Bedeutung der Qualifikationsturniere
Bei jedem der sechs Qualifiers erhielten die Spieler ihrem Ergebnis entsprechend Preisgelder, die in die UK-Open-Rangliste einflossen. Zum Abschluss der sechs Qualifiers ergab sich eine Tabelle aller Spieler die teilgenommen haben, nach der die Teilnehmer und die Setzliste der finalen UK Open bestimmt wurden.

## Liste der UK Open Qualifiers-Saisons
| Jahr    | Anzahl | Spieler mit den meisten Siegen                                                                                               |
| ------- | ------ | --- |
| 2002/03 | 8      | Peter Manley (3) |
| 2003/04 | 8      | Ronnie Baxter, Peter Manley, Phil Taylor, Alan Caves, Steve Maish, Kevin Painter, Mark Robinson, Wayne Mardle (je 1)         |
| 2004/05 | 8      | Phil Taylor, Andy Smith (je 2)                                                                                               |
| 2005/06 | 8      | Mark Walsh, Colin Lloyd, Adrian Lewis, Kevin Painter, Mark Dudbridge, Chris Mason, Alan Tabern, Raymond van Barneveld (je 1) |
| 2006/07 | 8      | Raymond van Barneveld (3) |
| 2007/08 | 8      | James Wade, Colin Lloyd, Phil Taylor (je 2)                                                                                  |
| 2009    | 8      | Phil Taylor (3) |
| 2010    | 8      | Mark Walsh, Phil Taylor (je 2)                                                                                               |
| 2011    | 8      | Gary Anderson, Phil Taylor (je 2)                                                                                            |
| 2012    | 8      | Phil Taylor, Raymond van Barneveld (je 2)                                                                                    |
| 2013    | 8      | Michael van Gerwen (4) |
| 2014    | 6      | Andy Hamilton, Brendan Dolan, Gary Anderson, Michael van Gerwen, Phil Taylor, Stephen Bunting (je 1)                         |
| 2015    | 6      | Michael van Gerwen (3) |
| 2016    | 6      | Michael van Gerwen (3) |
| 2017    | 6      | Peter Wright (3) |
| 2018    | 6      | Michael van Gerwen (2) |

## Preisgelder
| Runde              | UK Open Qualifiers |
| ------------------ | ------------------ |
| Sieg               | £10,000            |
| Finale             | £5,000             |
| Halbfinale         | £2,500             |
| Viertelfinale      | £2,000             |
| Achtelfinale       | £1,500             |
| 3. Runde (Last 32) | £750               |
| 2. Runde (Last 64) | £250               |
| Total              | £60,000            |